# Menjamel de Nova Holanda
El menjamel de Nova Holanda (Phylidonyris novaehollandiae) és una espècie d'ocell de la família dels melifàgids (Meliphagidae) que habita zones arbustives i pantans del sud-oest d'Austràlia Occidental, sud-est d'Austràlia Meridional, sud de Victòria, est de Nova Gal·les del Sud, sud-est de Queensland i Tasmània.